# بالاخیابان
در چهار سوی حرم امام رضا، چهار خیابان با نام‌های طبرسی (شمال)، امام رضا (جنوب)، نواب‌صفوی (شرق) و شیرازی (غرب) وجود دارد که با توجه به اینکه خیابان شیرازی در سمت بالا سر حرم علی بن موسی الرضا قرار دارد، مردم محلی به این خیابان و محله‌های پیرامونش بالاخیابان می‌گویند.
اثر تاریخی آرامگاه نادرشاه در بالاخیابان و در چهارراه شهدا قرار دارد. در انتهای این خیابان میدان شهدا قرار دارد که محل قرارگیری شهرداری مشهد و ساختمان‌های وابسته است. همچنین خط دو قطار شهری مشهد از این میدان می‌گذرد.